# Élections législatives de 1981 en Corrèze
Les élections législatives françaises de 1981 en Corrèze se déroulent les 14 et 21 juin 1981.

## Élus
| Circonscription | Député sortant      | Parti | Parti | Député élu ou réélu  | Parti | Parti |
| --------------- | ------------------- | ----- | ----- | -------------------- | ----- | ----- |
| 1re             | Jean-Pierre Bechter |       | RPR   | Jean Combasteil      |       | PCF   |
| 2e              | Jacques Chaminade   |       | PCF   | Jean-Claude Cassaing |       | PS    |
| 3e              | Jacques Chirac      |       | RPR   | Jacques Chirac       |       | RPR   |

## Positionnement des partis
La majorité sortante RPR-UDF se présente sous le sigle « Union pour la nouvelle majorité », le Parti socialiste unifié sous l'étiquette « Alternative 81 ».

## Résultats

### Résultats à l'échelle du département
| Parti          | Parti                            | Premier tour | Premier tour | Second tour | Second tour | Sièges |
| Parti          | Parti                            | Voix         | %            | Voix        | %           | Sièges |
| -------------- | -------------------------------- | ------------ | ------------ | ----------- | ----------- | ------ |
|                | Parti socialiste                 | 41 301       | 28,71        | 36 331      | 33,25       | 1      |
|                | Parti communiste français        | 38 928       | 27,07        | 26 903      | 24,62       | 1      |
|                | Majorité présidentielle          | 80 229       | 55,78        | 63 234      | 57,87       | 2      |
|                |                                  |              |              |             |             |        |
|                | Rassemblement pour la République | 52 695       | 36,64        | 46 024      | 42,12       | 1      |
|                | Divers droite                    | 8 993        | 6,25         |             |             | 0      |
|                | Mouvement des démocrates         | 310          | 0,21         | 0           |             |        |
|                | Union pour la nouvelle majorité  | 61 998       | 43,10        | 46 024      | 42,12       | 1      |
|                |                                  |              |              |             |             |        |
|                | Parti socialiste unifié          | 698          | 0,48         |             |             | 0      |
|                | Divers écologiste                | 591          | 0,41         | 0           |             |        |
|                | Front national                   | 307          | 0,21         | 0           |             |        |
|                |                                  |              |              |             |             |        |
| Inscrits       | Inscrits                         | 184 211      | 100,00       | 136 081     | 100,00      | 3      |
| Abstentions    | Abstentions                      | 38 750       | 21,04        | 23 455      | 17,24       |        |
| Votants        | Votants                          | 145 461      | 78,96        | 112 626     | 82,76       |        |
| Blancs et nuls | Blancs et nuls                   | 1 638        | 1,13         | 3 368       | 2,99        |        |
| Exprimés       | Exprimés                         | 143 823      | 98,87        | 109 258     | 97,01       |        |

### Résultats par circonscription

#### Première circonscription (Tulle)
| Candidat       | Candidat                    | Parti          | Premier tour | Premier tour | Second tour | Second tour |  |
| Candidat       | Candidat                    | Parti          | Voix         | %            | Voix        | %           |  |
| -------------- | --------------------------- | -------------- | ------------ | ------------ | ----------- | ----------- |  |
|                | Jean-Pierre Bechter sortant | RPR (UNM)      | 18 019       | 39,25        | 21 901      | 44,88       |  |
|                | Jean Combasteil élu         | PCF            | 14 986       | 32,64        | 26 903      | 55,12       |  |
|                | Pierre Diederichs           | PS             | 11 895       | 25,91        | Retrait     | Retrait     |  |
|                | Daniel Espinat              | PSU            | 698          | 1,52         |             |             |  |
|                | Alain Bornet                | MDD            | 310          | 0,68         |             |             |  |
|                |                             |                |              |              |             |             |  |
| Inscrits       | Inscrits                    | Inscrits       | 59 143       | 100,00       | 59 134      | 100,00      |  |
| Abstentions    | Abstentions                 | Abstentions    | 12 714       | 21,5         | 8 932       | 15,1        |  |
| Votants        | Votants                     | Votants        | 46 429       | 78,5         | 50 202      | 84,9        |  |
| Blancs et nuls | Blancs et nuls              | Blancs et nuls | 521          | 1,12         | 1 398       | 2,78        |  |
| Exprimés       | Exprimés                    | Exprimés       | 45 908       | 98,88        | 48 804      | 97,22       |  |

#### Deuxième circonscription (Brive-la-Gaillarde)
| Candidat       | Candidat                  | Parti             | Premier tour | Premier tour | Second tour | Second tour |  |
| Candidat       | Candidat                  | Parti             | Voix         | %            | Voix        | %           |  |
| -------------- | ------------------------- | ----------------- | ------------ | ------------ | ----------- | ----------- |  |
|                | Jean-Claude Cassaing élu  | PS                | 18 727       | 32,59        | 36 331      | 60,10       |  |
|                | Jacques Chaminade sortant | PCF               | 14 950       | 26,01        | Retrait     | Retrait     |  |
|                | Jean Charbonnel           | RPR (UNM)         | 14 210       | 24,73        | 24 123      | 39,90       |  |
|                | André Desthomas           | Divers droite     | 8 993        | 15,65        |             |             |  |
|                | Sylvian Chicote           | Divers écologiste | 591          | 1,03         |             |             |  |
|                |                           |                   |              |              |             |             |  |
| Inscrits       | Inscrits                  | Inscrits          | 75 964       | 100,00       | 76 947      | 100,00      |  |
| Abstentions    | Abstentions               | Abstentions       | 17 801       | 23,43        | 14 523      | 18,87       |  |
| Votants        | Votants                   | Votants           | 58 163       | 76,57        | 62 424      | 81,13       |  |
| Blancs et nuls | Blancs et nuls            | Blancs et nuls    | 692          | 1,19         | 1 970       | 3,16        |  |
| Exprimés       | Exprimés                  | Exprimés          | 57 471       | 98,81        | 60 454      | 96,84       |  |

#### Troisième circonscription (Ussel)
|                | Jacques Chirac sortant réélu | RPR (UNM)      | 20 466 | 50,60  |  |  |  |
|                | François Hollande            | PS             | 10 679 | 26,41  |  |  |  |
|                | Christian Audouin            | PCF            | 8 992  | 22,23  |  |  |  |
|                | Jacques Ricard               | FN             | 307    | 0,76   |  |  |  |
|                |                              |                |        |        |  |  |  |
| Inscrits       | Inscrits                     | Inscrits       | 49 104 | 100,00 |  |  |  |
| Abstentions    | Abstentions                  | Abstentions    | 8 235  | 16,77  |  |  |  |
| Votants        | Votants                      | Votants        | 40 869 | 83,23  |  |  |  |
| Blancs et nuls | Blancs et nuls               | Blancs et nuls | 425    | 1,04   |  |  |  |
| Exprimés       | Exprimés                     | Exprimés       | 40 444 | 98,96  |  |  |  |